# Дольмен Ель-Ромераль
37°02′04″ пн. ш. 4°32′06″ зх. д. / 37.034444444444° пн. ш. 4.5349444444444° зх. д.
Дольмен Ель-Ромераль (ісп. Cueva del Romeral) — круглий курган в Андалусії. 
Разом із дольменами Менга та В'єра, розташованими за 1,7 км, утворює важливий ансамбль неолітичної архітектури. 
У червні 2016 року пам’ятки дольменів Антекери було внесено до списку світової спадщини ЮНЕСКО. 

## Розташування
Дольмен розташований приблизно за 2,5 км на північний схід від міста Антекера в провінції Малага.

## Датування
Ще у ХХ столітті вважали, що три великі кам'яні гробниці в районі Антекера — дольмени Менга, В'єра та Ель-Ромераль, належали до однієї культурної епохи. 
Останні дослідження підтверджують значно різне датування між першими двома згаданими (приблизно 3500–3000 рр. до Р. Х.) та будівництвом Ель-Ромераль 
, 
будівництво якого датується приблизно 2500 р. до Р.Х. і в більш широкому сенсі відносять до культури Лос-Мілларес, центр якої розташований за 200 км на схід. 
Основні причини — на додаток до різних кам'яних матеріалів — плани поверхів похоронних камер, які в Ель-Ромераль круглі, тоді як у двох інших будівлях вони прямокутні.

## Архітектура
Дольмен Ель Ромераль має діаметр 68 м. 

Комплекс підземних могил складається з довгого коридору, стіни якого зроблені з дрібного бутового каміння, а стелі — з мегалітичних плит, і — розділених мегалітичним порталом — двох круглих камер, схожих на толос, розташованих одна за одною в кінці. 
Загальна довжина могили 34 м, але спочатку вона була довшою.
Доступ орієнтований на південь-південний захід (азимут 199°) у бік Каморро-де-лас-Сіете-Месас, найвищої точки Торкаль-де-Антекера. 
Дольмен Ель-Ромерал — одна з небагатьох неолітичних будівель на Піренейському півострові, які орієнтовані на захід. 
Сучасна довжина коридору становить 26,30 м, середня ширина – 1,50 м, середня висота коридору – 1,95 метра. 

Подальша більша камера кругла і має діаметр 5,20 м і висоту 3,75 м. 
 
Вона побудована так само, як і коридор — але тут ви можете спостерігати чітко виступаючу всередину конструкцію у вигляді консольного купола, який утворює фальшивий купол і закритий зверху мегалітичною плитою. 
Підлоги коридору та основної камери зроблені з утрамбованої землі. 
Отвір у стіні більшої камери, навпроти входу та зміщений на 10 градусів від поздовжньої осі могили на північ, веде до набагато меншої з діаметром лише 2,34 м та висотою 2,40 метра другої камери що піднята на 70 см. 

Тут є свого роду «вівтарний камінь»; крім того, підлога невеликої кімнати вкрита кам’яними плитами.
Залишки кісток і поховання були знайдені в дольмені Ель-Ромераль.